# Gabbie Carter
Gabbie Carter (właśc. Ailah Jolie Overton-Ellerbee, ur. 4 sierpnia 2000 w Austin, Teksas) – amerykańska aktorka i modelka erotyczna, która w latach 2019–2024 wystąpiła w ponad 250 filmach.
Jest córką Adrienne Michelle Overton, licencjonowanej agentki nieruchomości. Zanim stała się popularną aktorką hardcore porno, pracowała jako hostessa w restauracjach w swoim rodzinnym mieście. Jest golfistką amatorką, uczestniczką turniejów charytatywnych organizowanych przez jej rodzinę.

## Kariera
Pierwszą opublikowaną przez nią treścią NSFW było zdjęcie w serwisie Reddit z 7 stycznia 2019, na którym pozowała leżąc nago na łóżku, zakrywając twarz kartką papieru z wypisaną na niej nazwą użytkownika – imawful69. Osiemnastoletnia Gabbie publikowała swoje zdjęcia na cieszącym się złą sławą subreddicie r/gonewild, który w 2019 miał ponad 2 mln użytkowników. Na Reddicie sprzedawała także swoje majtki. W kwietniu 2019 zadebiutowała w filmowej branży dla dorosłych.
Jako aktorka pracowała m.in. dla studiów i wytwórni: Jules Jordan Video, Deeper, Blacked, Tushy, Reality Kings, Mile High, Digital Sin, Bang Bros, Mofos, Brazzers, Naughty America, New Sensations i Evil Angel.
W 2025 publikowała wciąż treści NFSW (w tym hardcore) na OnlyFans.com.

### Nagrody
- 2020 – AVN Awards w kat. Best Group Scene (Drive, 2019)[9][10]
- 2020 – XRCO Awards w kat. Teen Dream[11][12]
- 2021 – AVN Awards w kat. debiut roku[13]
- 2021 – AVN Awards w kat. Mainstream Venture Of The Year[14][10]
- 2022 – AVN Awards w kat. Best Solo/Tease Performance[15]
- 2022 – NMAE Awards(inne języki) w kat. Best Star Showcase (nagroda fanów; Ultimate Fuck Toy: Gabbie Carter, 2021)[16]